# 道の駅萩しーまーと
道の駅萩しーまーと（みちのえき はぎしーまーと）は、山口県萩市にある山口県道67号萩川上線の道の駅である。
平成27年度全国モデル道の駅に選定された。

## 概要
萩市内の3つの漁業協同組合（萩市大島漁協、萩越ヶ浜漁協、萩市大井湊漁協。現在は合併して山口県漁業協同組合の支店）が鮮魚仲買業者や食品加工業者と共同で設立した「ふるさと萩食品協同組合」によって運営されている。漁港に隣接していることから、新鮮な魚介類の品揃えが豊富であり、萩市における観光市場としての位置づけもある。
2011年（平成23年）2月3日に地産地消優良活動表彰で最高賞の農林水産大臣賞（交流促進部門）に選ばれた。山口県内では初、水産関係でも全国初の受賞となった。
2015年（平成27年）1月30日、国土交通省により地域活性化の拠点として特に優れた「全国モデル道の駅」6か所のひとつに選定された。選定理由のひとつとして、萩漁港の水揚げ高の約15％を販売することで、地産地消に貢献していることをあげている。

## 特徴
ターゲットを観光客ではなく“地元客”に絞っている。そして、品揃えからサービスまで、地元客に喜ばれるという視点を貫き、地元から愛される店として“道の駅”を実現。 さらに、地元にこだわった“真フグ”などキラーコンテンツの育成も手掛ける。

## 施設
- 駐車場：76台
  - 普通車：65台
  - 大型車：7台
  - 身障者用：4台
- トイレ：22器
  - 男：大 4器、小 6器
  - 女：7器
  - 身障者用：2器
- 公衆電話：0台
- レストラン  和洋の海鮮料理を扱う店舗3軒を構える。
  - 「来萩（きはぎ）」（11:00 - 15:00（平日）、11:00 - 17:00（土日祝））
  - 「浜料理がんがん」（9:30 - 17:30ラストオーダー）
  - 「維新亭」（11:00 - 16:00）
- 売店
魚介類を主とした生鮮品および加工品が中心。
萩市民の間で古くより萩夏まつりなどの縁日の名物となっている、回転焼の一種である『蒸気まんじゅう』の常設店がある。饅頭が蒸気船の形をしていることからこの名がある。
- 休憩所
- 情報コーナー
- 郵便ポスト（萩郵便局）

## 休館日
- 1月1日および不定期に月一日程度

## アクセス
- 山口県道67号萩川上線
  - 国道191号交差点から至近

## 周辺
- 萩城跡
- 松下村塾、松陰神社
- 菊ヶ浜
- 萩反射炉、恵美須ヶ鼻造船所跡
- 笠山、明神池

## テレビ番組
- 日経スペシャル カンブリア宮殿 地方の底力SP　第一弾！ ～道の駅が生む奇跡の集客術～（2014年3月20日、テレビ東京）[2]